# Таскино (Емельяновский район)
Таскино — деревня в Емельяновском районе Красноярского края России, входит в сельское поселение Устюгский сельсовет. 

## История
Самое раннее упоминание относится к 1798 году.
В списках населённых мест Российской империи значится как казённая деревня Таскина при речке Сухой Бузим, расположенная на Енисейском тракте в 35,25 верстах от Красноярска. В деревне насчитывался 71 двор, проживало 467 человек и имелась православная часовня.
В 1960-х годах размещен полк Гражданской обороны, позднее 520-я артиллерийская бригада, размещались на сборах в палатках «партизаны» (резервисты). Был построен военный городок, в том числе с благоустроенными 4-(кирпичными) и 5-(панельными) домами. В настоящее время воинские части расформированы, здания частично разобраны, частично используются новыми владельцами. В военном городке до сих пор живут люди.

## Население
| 2010 |
| ---- |
| 908  |